# Gyergyai Ferenc
Gyergyai Ferenc (kissolymosi) (Kolozsvár, 1799. november 4. – Kolozsvár, 1874. március 20.) magyar nyelvész, muzsikus, 1848-as követ, királybíró.

## Élete
Gyergyai Ferenc Kolozsváron 1799. november 4-én született. Apja Gyergyai László városi tanácsos, anyja
Barra Krisztina volt. Szülei gondos nevelésben részesítették, zenére is taníttatták.
Iskolai tanulmányait Kolozsváron végezte, 1819-ben fejezte be a bölcseleti tanfolyamot. 1821-ben felesküdött az erdélyi királyi főkormányszékhez és Marosvásárhelyen a királyi táblánál dolgozott. Itt tett ügyvédi vizsgát is. 1823-tól a kolozsvári tanácsnál dolgozott, ahol később igazgatói tisztet töltött be.
1833-ban édesapja halálát követően munkáját elismerve őt választották helyébe szenátornak. Mint a tíz városi tanácsos egyike, a közélet, gazdálkodás valamelyik vonatkozásáért felelt. Kétszer a város országgyűlési követéül is megválasztották. Az 1834–1835-ös kolozsvári országgyűlés Gyergyait is a Ferenc királyhoz sérelmi feliratot vivő küldöttségbe sorolta. Az 1837–1838-as nagyszebeni országgyűlésen a város kérését tolmácsolta; mely szerint vásárolja meg a kincstár a Gubernium székhelyéül a főtéri Nagy-Bánffy-házat.
1840 júliusában lemondott a tanácsosságról, és visszaült a jegyzői hivatalba iktatónak, újrajárva a fokozatokat. 1848-ban iktató és a százas tanács jegyzője. A forradalom erdélyi kitörésekor őrá hárult az a feladat, hogy megfogalmazza és letisztázza a kormányszékhez intézett, a követeléseket tartalmazó feliratot, majd szerepet játszott a polgári őrség (nemzetőrség) szabályzatának kidolgozásában is. Az 1848. május 29-re meghirdetett erdélyi országgyűlésre, melynek fő tétje az unió kimondása volt, a város Gyergyai Ferencet és Groisz Gusztáv főbírót választotta követül. Az országgyűlésen aztán egyik tagja lett az unió-bizottságnak: feladatuk megvitatni az egyesülés részleteit a magyar kormánnyal. A július 2-ára meghirdetett pesti népképviseleti országgyűlésre Kolozsvárnak újra két követi hely jutott, melyekre június végén Méhes Sámuel református tanárt, szerkesztőt és gróf Széchenyi István közlekedésügyi minisztert választották; remélve, hogy Széchenyi segíti az erdélyi vasút mielőbbi kiépítését. Széchenyi azonban már elígérkezett Sopronnak. Így új választást írtak ki július 7-re, s ezen Gyergyait választották meg követül. Gyergyai aztán mind az unió-bizottságban, mind az országgyűlésen képviselte a város érdekeit, többek között főtörvényszéket, katonai főparancsnokságot, sóhivatalt, univerzitást és a városon keresztül menő vasútvonalat kértek. A kormány ekkor a kolozsvári jogász követet azzal tisztelte meg, hogy a legfelsőbb magyar bíróság, a hétszemélyes tábla egyik bírájául nevezték ki.
Gyergyai Ferenc Aradig kitartott az országgyűlésben és hivatalában is. Ekkor fogságba vetették, Pestre szállították, kivizsgálták, majd kezeslevél ellenében hazaengedték Kolozsvárra. Ezután több mint másfél évig teljes visszavonultságban élt.
1851-ben a városnál díjnoki állást kapott, majd újra elvállalta a tanácsosságot. Mikor enyhült az önkényuralom, ismét sor került a város önkormányzati újjászervezésére is. 1861. május 18-án királybíróvá, a főbíró (Pataki József polgármester) utáni második vezető tisztségbe választották. Azonban csak pár hónapig irányíthatta a város jogi és pénzügyeit: Mikor Bécs újra önkényeskedve külön erdélyi országgyűlést hívott össze, 1861 novemberében a választott tisztségviselők sorra lemondtak, Gyergyai Ferenc is nyugdíjaztatását kérte.
1874. március 20-án Kolozsváron érte a halál. Sírköve a Házsongárdi temetőben áll.

## Munkássága
Gyergyai nemcsak hivatalnok és politikus volt, hanem emellett írószerkesztő, fordító, nyelvész, sőt muzsikus is. 1833-ban egyike volt a Kolozsvári Casino megalapítóinak, első jegyzőjéül választották. Munkatársa, szerkesztőségi tagja volt az Erdélyi Híradónak az 1840-es években, majd a Hetilapnak és a Kolozsvári Közlönynek az 1850-es években.  1840–1841-ben maga is kalendáriumot szerkesztett Erdélyi Házi-segéd címmel. Kisregényt és népszerűsítő orvosi könyvet fordított németből magyarra.
Gyergyait azonban leginkább még a fővárosban is nyelvészként értékelték. Az 1850-es években, az önkényuralom tilalmai között, sokan a nyelvművelésben gyümölcsöztették tudományos hajlamaikat. A nyelvészkedés, a germanizmusok elleni harc akkoriban hazafias tett volt. A kor vezető erdélyi politikusa, mecénása, gróf Mikó Imre biztatta Gyergyait, hogy foglalja könyvbe nyelvészeti jegyzeteit is; így született meg 1856-ban A magyar nyelv sajátságairól, majd 1871-ben a Magyarosan című kötete. Mindkettő a nyelvhasználat hibáit vette számba, főleg a germanizmusokat, rámutatva a helyes alakokra. Elsősorban a toldalékok foglalkoztatják, de a szórendről és mondatrendről is voltak érdekes, újszerű megállapításai. A második kötet jelentős része vitairat, melyben legjobb barátjának, Brassai Sámuelnek egy állítását cáfolta meg. Gyergyai mintának mindig a beszélt nyelvet tekintette, a szabályokat az élő nyelvből vonta le.
Gyergyai Ferenc legnagyobb sikereit Kolozsváron énekesként érte el. Jól iskolázott magas tenor hangjára Ruzitska György figyelt fel. 1822 decemberétől több opera-előadás tenor főszerepét is elénekelte. Így fellépett A bűvös vadászban és A sevillai borbélyban is. Ezenkívül operaszövegkönyveket is fordított. Az 1840-es években oratóriumokban aratott sikert. A konzervatórium részére lefordította Joseph Haydn két nagy oratóriumának (A Teremtés, Az évszakok), Gioachino Rossini Stabat Mater című művének és Felix Mendelssohn Bartholdy Paulus című oratóriumának a szövegét, s a bemutatókon a tenor szólamot adta elő.
De Gyergyai Ferenc egyháza életéből is kivette részét: Az 1840-es évektől a főtanács tagja volt. 1861-ben a tordai zsinaton támogatta Kriza János püspökké választását. Aztán az újonnan választott püspököt lovasbandérium élén fogadta a város határában. 1868-ban alapítványt tett az unitárius segélyalap részére, 1869-ben pedig könyvtárát ajándékozta iskolájának.
Halálát követően a kolozsvári és a fővárosi lapok is megemlékeztek róla. Az unitáriusok Egyházi Képviselő Tanácsa jegyzőkönyvben örökítette meg emlékét.
Gyergyai a reformkor és az önkényuralom korának szorgalmas, művelt, haladó gondolkodású kolozsvári polgára volt.